# Myrmarachne dilatata
Myrmarachne dilatata este o specie de păianjeni din genul Myrmarachne, familia Salticidae. A fost descrisă pentru prima dată de Karsch, 1880. Conform Catalogue of Life specia Myrmarachne dilatata nu are subspecii cunoscute.